# FC Korsholm
FC Korsholm är en fotbollsklubb från Korsholm i Finland. 

## Bakgrund
FC Korsholm är en finländsk fotbollsförening i Korsholm som grundades 1998 för att ge möjligheter åt unga spelare i kommunen att utvecklas i en lokal förening. Laget fick möjlighet att genast börja på en högre nivå när man tog över IF Hoppets serieplats i Tvåan. Representationslaget spelar sina hemmamatcher på Smedsby Centralplan bredvid Botniahallen. Som ordförande fungerar Calle Berg.

## Framgång
Laget har spelat två säsonger i Ettan som är den näst högsta serien i Finland. De har också spelat åtta säsonger i Tvåan under åren 1998 till 2001, 2004 till 2006 och år 2010. År 2011 spelade laget i Trean.